# メディアノーチェ

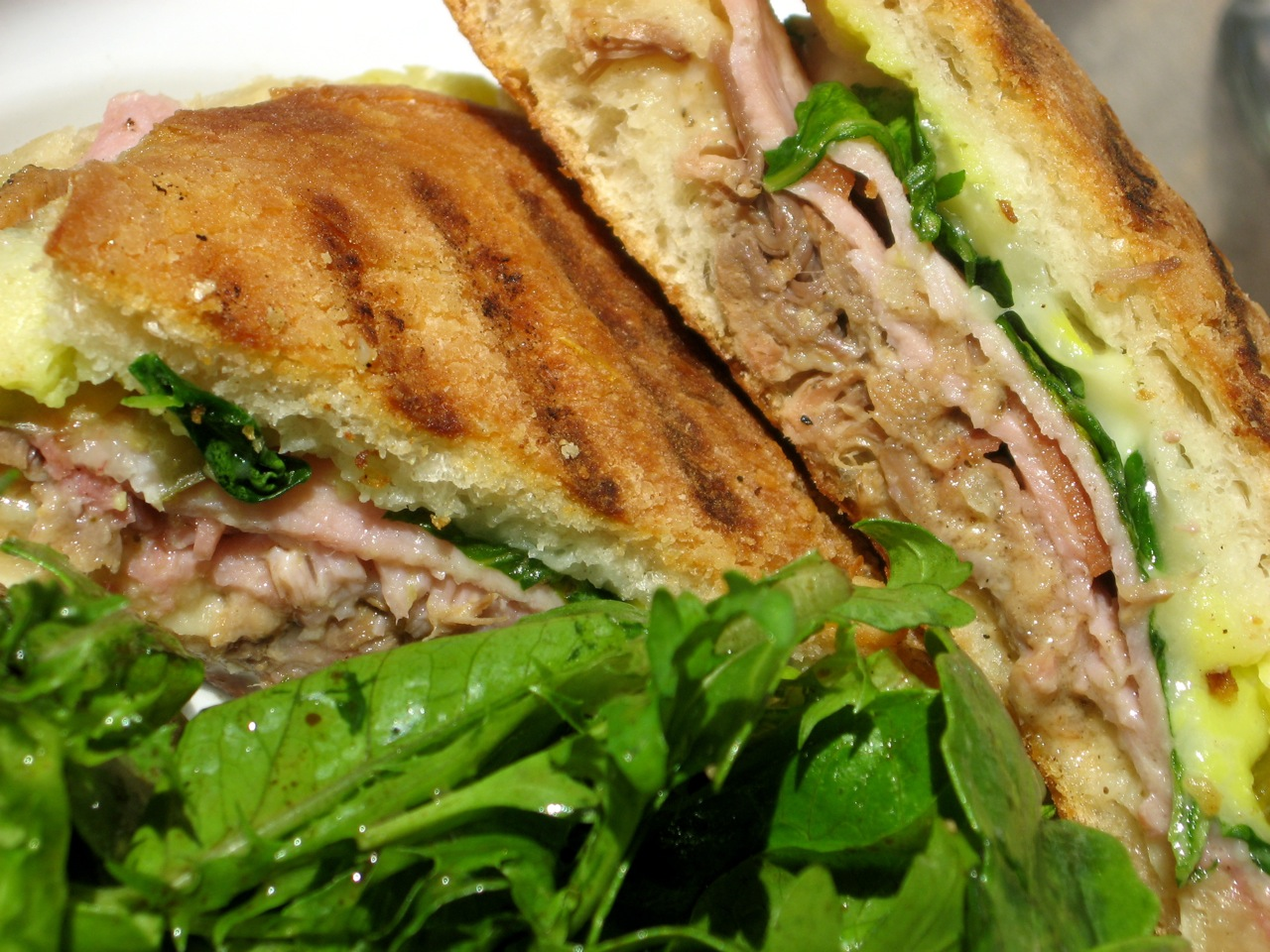
カットされたメディアノーチェ

メディアノーチェ（スペイン語: medianoche）、パン・デ・メディアノーチェ（スペイン語: pan de medianoche）は、キューバのホットサンドイッチ。
キューバのサンドイッチとしては最も有名な料理である。

## 概要
「メディアノーチェ」とはスペイン語で「真夜中の（英語: midnight）」を意味する。
理由は定かではないが、その名の通りに「真夜中に食べるサンドイッチ」として知られている。ハバナのナイトクラブで真夜中に食べる事から命名されたともいわれる。
キューバからのアメリカ合衆国移民によって考案されたキューバンサンドイッチとはよく似ており、メディアノーチェには「キューバン・スイートブレッド」が使用されるのが違いに挙げられる。
キューバンサンドイッチとメディアノーチェとどちらが先に考案されたかは不明であるが、アメリカで考案されたキューバンサンドイッチがキューバに持ち込まれたとは、考え難い。

## 作り方の例
キューバン・スイートブレッドにローストポーク、ハム、スイスチーズ、ディルピクルス、マスタード、マヨネーズなどを挟み、ホットサンドメーカーやフライパンで焼き上げる。
日本ではキューバン・スイートブレッドの入手が困難であるため、バゲットやコッペパンで代用されるが、キューバンサンドイッチとの違いは無くなる。